# つのがい
つのがいは、日本の漫画家兼イラストレーター。フリーとしての活動の他、手塚プロダクションの公式イラストレーターの一人としても作画を担当する。平成生まれ。静岡県浜松市出身。

## 作風・来歴
- 手塚治虫をルーツに持った昭和の漫画風の絵柄でグアム、海、夏、旅をテーマにした作品を描く。
- 特別に絵の勉強をしたことはなかった[2]が、2015年6月頃、文房具屋でつけペンが目に留まったことで「絵が描ければ職場の忘年会で一発芸になるかも」と趣味として絵の練習を始めた。「(忘年会で披露するのであれば)広い世代に支持されている漫画家であり、（模写したキャラも）分かりやすいだろう」と手塚治虫のブラック・ジャックを参考にした。絵の練習の中で作品を自身のSNSに掲載するようになると、瞬く間に注目され多く拡散された。(徐々に現代の世相や流行を取り入れたシュールなギャグやストーリーをつけるようになったが、これはあまりにもペンタッチが似ていたため「トレースではないか」と訝しむ声が寄せられたためである[3]。)
- 2015年11月、手塚るみ子から「一度会って話がしたい」とダイレクトメッセージが届き対面を果たす。その後も親交を深め[4]、2016年8月手塚プロダクション公式の作画ブレーンとなり、それ以降公式イラストレーターの一人として作画を担当している。手塚プロダクションのイラストレーターはつのがいを含め複数人おり全てを担当している訳ではないため、作画に携わる時は、作画担当として名前が公表される時とされない時がある。
- SNSで投稿していたパロディ漫画は、手塚プロダクション公認のもと連載・書籍化されている。
- 展示会も頻繁に開いており、個展では主にグアムを題材にしたものを開催。グループ展では永井博などと共にシティポップや海をテーマにした作品を寄稿した。
- 漫画含め作中何度もグアムを登場させるなど、かなりのグアム好きである。2023年1月から3月まで、グアム島にて個展を開催。それに伴い旅行会社から「つのがいグアム個展ツアー」を催行した。2023年夏にはグアム政府観光局の「GOGO!GUAMキャンペーン」のキャラクター「ココちゃん」のキャラクターデザインを担当。同年秋ツーリズムEXPOジャパンのグアム政府観光局ブース内にて個展を開催。同イベントにてスタッフのTシャツデザインも担当している。
- 音楽好きであることも公言しており、フリーのクライアントワークとしてももいろクローバーZの10周年を記念したイベントのコンプリートBOX「夏S 2018 ももクロトリビュート~みんなで10周年をお祝いしちゃうぞ! ~ Complete Box」のジャケットや、MONO NO AWAREのアルバム「かけがえのないもの」のジャケット、GLAYのRADIO CRAZYとのコラボグッズ、04 Limited Sazabysのイベントグッズなども手掛けている。
- 「つのがい」は本名の苗字から。

## 単行本・連載
- ＃こんなブラック・ジャックはイヤだ（2017年1月26日、小学館クリエイティブ）
  - ＃こんなブラック・ジャックはイヤだ（2）（2018年4月25日、小学館クリエイティブ）
  - ＃こんなブラック・ジャックはイヤだ（3）（2019年5月15日、小学館クリエイティブ）
  - ＃こんなブラック・ジャックはイヤだ（4）（2019年10月29日、小学館クリエイティブ）
  - ＃こんなブラック・ジャックはイヤだ（5）（2020年8月27日、小学館クリエイティブ）
- つのがいイラスト集 Daily Works（2019年5月15日、小学館クリエイティブ）
- 芥川賞ぜんぶ読む（菊池良 - 宝島社 (2019/5/25)）
- 実践できるメンズメイクなど5つのステップ（ - Zing）
- 虫さんぽ・虫さんぽ+（黒沢哲哉 - 手塚治虫オフィシャルサイト)）
- ぱいどん（人物作画担当、モーニング2020年13、20号）[5]

## イラスト
- 2021年1月　「ふなっしーLAND in 池袋」グッズ「漫画ふなっしー名言集」シリーズ作画
- 2020年10月　手塚治虫記念館「CAPCOM VS. 手塚治虫 CHARACTERS」のカット作画
- 2020年10月　「夏の魔物　SPECIAL MAMONOISM」描き下ろしイラスト作画
- 2020年7月　家の光協会様「第20回読書エッセイ」ポスター作画
- 2020年4月　04 Limited Sazabys「YON FES 2020」グッズ作画
- 2020年4月　MONO NO AWAREエッセイ集「YOLO」イラスト作画
- 2019年12月　「FM802 30PARTY FM802 ROCK FESTIVAL RADIO CRAZY 2019」GLAYグッズ作画
- 2019年9月　火の鳥コンピアルバム「NEW GENE.」PR漫画作画
- 2019年9月　MONO NO AWAREアルバム「かけがえのないもの」アートワーク作画
- 2019年8月　「お願い！ランキング」「真夏の声優まつり」メインビジュアル・グッズ作画
- 2019年7月　「テヅコミ Vol.10」カバー絵作画
- 2019年5月　「芥川賞ぜんぶ読む」カバーイラスト題字・挿絵漫画
- 2019年3月　夏S 2018 ももクロトリビュート〜みんなで10周年をお祝いしちゃうぞ!〜 Complete Box 作画
- 2019年1月　月刊「HOUSING」2019年3月号 ・漫画「住宅メーカー あの名作が生まれた日」
- 2018年4月　おそ松さんと手塚プロダクションのコラボシリーズ「手塚おさ松さん」作画
- 2017年8月　TV Bros.　ショバリーダーワン「夜のとばりのショバリーダー・ワン」漫画作画
- 2017年7月　手塚治虫記念館「初音ミク×手塚治虫展－冨田勲が繋いだ世界－」のカット作画
- 2017年6月　プリンセス編集部「「KING OF PRISM by PrettyRhythm」アンソロジー ストリートのカリスマ（プリンセス・コミックスDX）」漫画掲載
- 2017年4月　プリンセス編集部「刀剣乱舞―ONLINE-」アンソロジーーただいま帰還! - （プリンセス・コミックスDX）漫画掲載
- 2022年9月　藤白圭「怖い物件」単行本カバー・挿絵
- 2022年11月　さかいゆう＆origami PRODUCTIONS、アルバム「CITY POP LOVERS」ジャケットアート
- 2023年2月　「吸血鬼すぐ死ぬ」公式アンソロジー 新横浜で会いましょう 第2巻にイラスト寄稿